# Unió Vinícola del Penedès
La Unió Vinícola del Penedès (UVIPE) és una agrupació empresarial fundada a Vilafranca del Penedès que es dedica a organitzar degustacions de vins del Penedès en col·laboració amb l'ICEX i amb les Oficines de Vins d'Espanya en diferents països. És una entitat associada a la Unió Empresarial del Penedès.
A més, promou el "Cava & Penedès - Wine Institute" i organitza conferències relacionades amb el vi i el cava, simpòsiums, etc.
L'any 2010 la UVIPE s'integrà a l'Associació Vinícola Catalana (AVC) per treballar conjuntament pel sector vinícola català. La integració es va formalitzar després que les assemblees de les dues entitats ho aprovessin. L'AVC passà a estructurar-se en tres grups de treball: el de la UVIPE, que treballa per donar servei a les empreses associades del Penedès; el dels vins ecològics; i el dels elaboradors de vi base no embotellador. Fruit de la integració, la UVIPE inclogué alguns dels seus càrrecs en l'organigrama directiu de l'AVC.